# Широкие
Широ́кие (бел. Шырокія) — деревня в составе Савского сельсовета Горецкого района Могилёвской области Республики Беларусь.

## Население
- 1999 год — 21 человек
- 2010 год — 11 человек